# Thomas Lupo
Thomas Lupo, ook bekend als Thomas Lupo the elder (Londen, gedoopt 7 augustus 1571 – aldaar, vermoedelijk december 1627) was een Engelse componist en viola da gambaspeler uit de late Elizabethaanse en Jacobijnse tijd. Samen met Orlando Gibbons, John Coprario en Alfonso Ferrabosco was hij een van de belangrijkste ontwikkelaars van het repertoire voor gamba-consort.

## Biografie
Lupo maakte deel uit van een vooraanstaande muzikale familie, die meerdere generaties omvatte. Zijn vader was Joseph Lupo, een snaarinstrumentalist en componist uit Venetië, die eerst naar Antwerpen en vervolgens naar Londen verhuisde. Thomas werd waarschijnlijk in Londen geboren. In 1588 trad hij toe tot het vioolconsort aan het hof van koningin Elizabeth I – hij was toen pas zestien jaar – maar hij werd blijkbaar pas in 1591 voor zijn diensten betaald. Thomas behield deze functie, of variaties daarop, zijn hele leven. Tijdens de Jacobijnse periode diende hij zowel in het huishouden van prins Hendrik (na 1610) als in dat van Karel I (na 1617).
Een bewaard gebleven verslag uit 1627 vermeldt dat hij in financiële moeilijkheden verkeerde en £100 van zijn toekomstige inkomsten moest afstaan om zijn schuldeisers af te betalen. In datzelfde verslag staat dat zijn vrouw met geweld probeerde te voorkomen dat hij dit deed.
Hij overleed in Londen, waarschijnlijk in december 1627.

## Muziek en invloed
Lupo was een van de belangrijkste figuren in de ontwikkeling van het repertoire voor gamba-consort. Daarnaast was hij een belangrijke componist van sacrale vocale muziek. Hij schreef vermoedelijk ook een aanzienlijke hoeveelheid muziek voor het vioolensemble aan het hof, maar bijna niets daarvan is bewaard gebleven. Er wordt verondersteld dat een groot deel van het anonieme repertoire voor dit ensemble van zijn hand is.
Het merendeel van zijn gambamuziek, voor twee tot en met zes partijen, stamt uit zijn tijd in het huishouden van prins Karel. Veel van deze werken maken gebruik van een contrapuntische en textuurrijke stijl die doet denken aan het Italiaanse madrigaal, vooral de composities voor vijf en zes stemmen. In het bijzonder imiteerde hij de stijl van Luca Marenzio, wiens werken in Engeland goed bekend waren dankzij Nicholas Yonge's Musica transalpina uit 1588, die de madrigaalrage in Engeland op gang bracht.
Zijn consortmuziek voor drie en vier partijen is meer experimenteel en bevat combinaties die zelden bij andere componisten uit die tijd voorkomen, zoals drie bassen of drie sopraanstemmen samen. Een deel van de consortmuziek was bedoeld om begeleid te worden door orgel.
Specifieke soorten instrumentale composities van Lupo zijn fantasieën (12 voor zes partijen, 35 voor vijf partijen, 13 voor vier partijen en 24 voor drie partijen), pavanes, gaillardes en allemandes. Sommige fantasieën zijn directe transcripties van Italiaanse madrigalen.